# Das Jahr

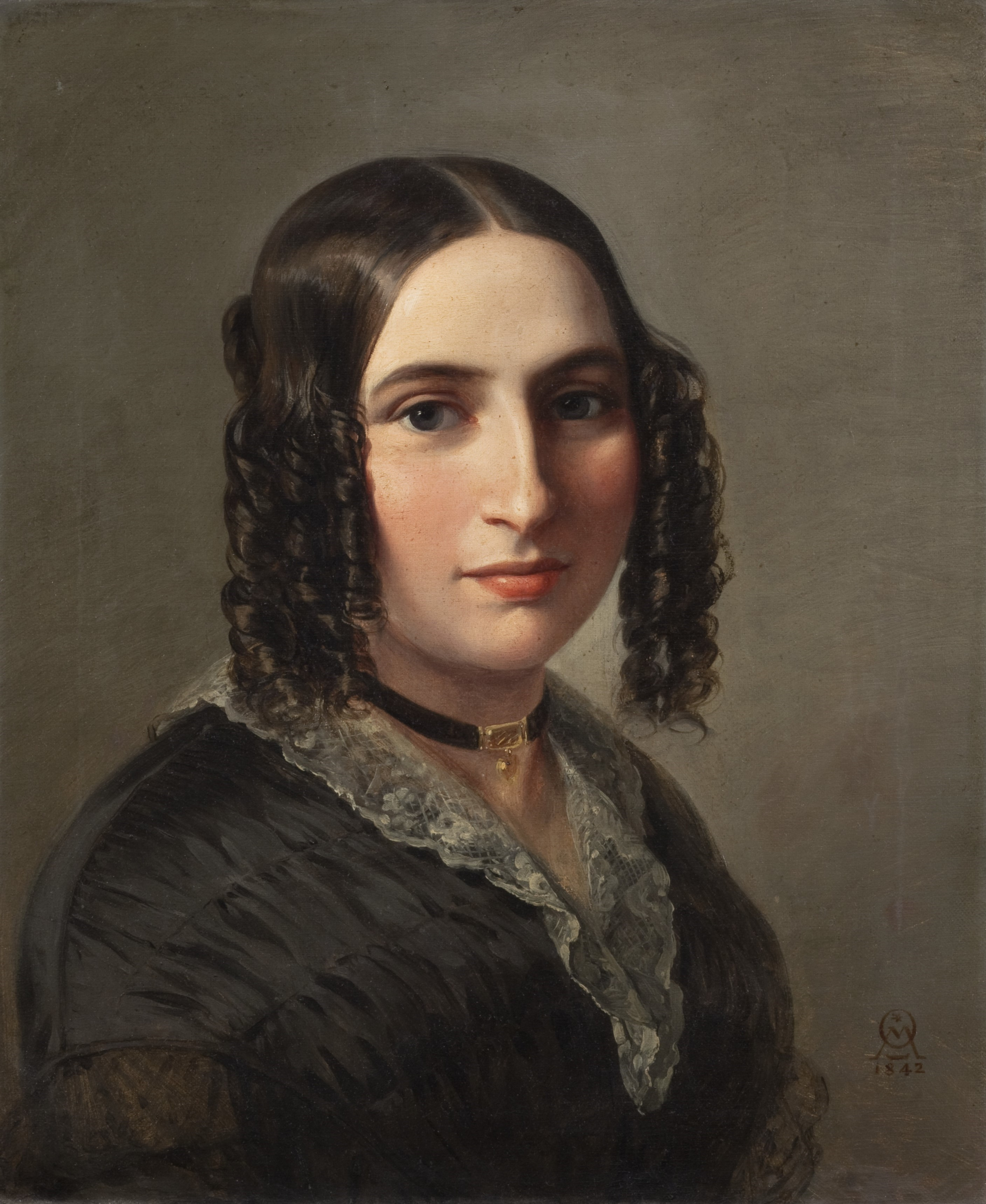
Fanny Mendelssohn, compositora de la pieza, en 1842.

Das Jahr. 12 Charakterstücke (n.º 385), conocida como Das Jahr (en español: El año) es una obra para piano compuesta por Fanny Mendelssohn en 1841.

## Historia
Fanny Mendelssohn comenzó a componer Das Jahr en 1841. Está dedicado a su marido, el pintor Wilhelm Hensel. La música la escribió en hojas de papel teñidas y su esposo realizó las ilustraciones, con cada pieza acompañada de un breve poema. La escritora Kristine Forney ha sugerido que los poemas, las obras de arte y el papel de colores pueden representar las diferentes etapas de la vida, mientras que otros sugieren que representan su propia vida. En cambio, John E. Toews interpreta que este ciclo es como el diario retrospectivo de la estancia de Fanny Mendelssohn en Italia en 1839-1840. En una carta de Roma, Fanny describió el proceso detrás de la composición de Das Jahr:

I have been composing a good deal lately, and have called my piano pieces after the names of my favourite haunts, partly because they really came into my mind at these spots, partly because our pleasant excursions were in my mind while I was writing them. They will form a delightful souvenir, a kind of second diary. But do not imagine that I give these names when playing them in society, they are for home use entirely.
He estado componiendo mucho últimamente y he llamado a mis piezas de piano con los nombres de mis lugares favoritos, en parte porque realmente me vinieron a la mente en estos lugares, en parte porque nuestras agradables excursiones estaban en mi mente mientras las escribía. Formarán un delicioso recuerdo, una especie de segundo diario. Pero no se imaginen que les doy estos nombres al ponerlos en sociedad, son para uso doméstico íntegramente.

Antecede 35 años al ciclo Las estaciones de Piotr Ilich Chaikovski.

## Estructura

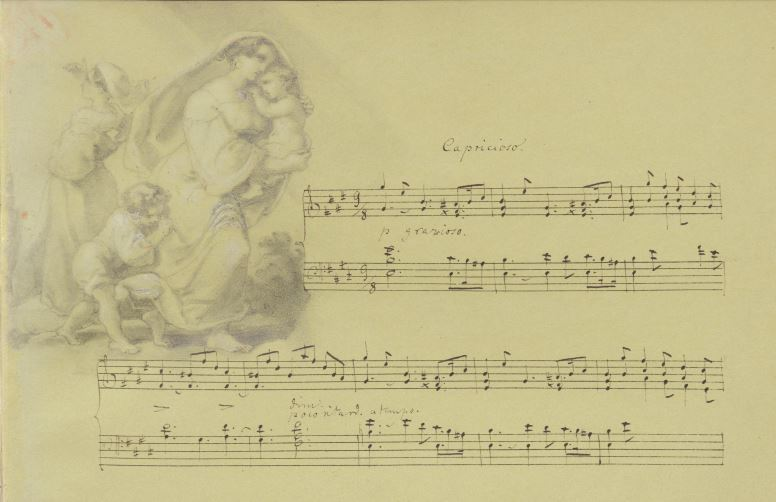
Abril, del manuscrito de Fanny Mendelssohn de la obra (ilustración de su marido Wilhelm Hensel).

Este largo ciclo para piano, de unos cuarenta minutos de duración, se divide en doce secciones, según los doce meses del año.
1. Januar. Ein traum. Adagio, quasi una fantasia, presto
2. Februar. Scherzo. Presto
3. März. Agitato. Andante, allegro moderato ma con fuoco
4. April. Capriccioso. Allegretto, allegro
5. Mai. Frühlingslied. Allegro vivace e gioioso
6. Juni. Serenade. Largo, andante
7. Juli. Serenade. Larghetto
8. August. Allegro, tempo di marcia, allegro assai
9. September. Am flusse. Andante con moto
10. Oktober. Allegro con spirituo, poco più presto
11. November. Mesto, allegro molto
12. Dezember. Allegro molto, andante, allegro
13. Nachspiel. Choral

El Andante con moto correspondiente al mes de septiembre (n.º 9) se publicó en su opus 2 4 Lieder for Piano. Esta serie de piezas correspondientes a cada mes toma la forma de varios géneros musicales, como la barcarola, el capricho o el lied, y cita coros como Christ ist ertstanden o Vom Himmel hoc.